# Pasteur (cráter marciano)
Pasteur es un cráter de impacto del planeta Marte situado al sur del cráter Cerulli, al suroeste de Cassini, al noroeste de Tikhonravov, al noreste de Henry y al sureste de Maggini, a 19.4° norte y 335.5º oeste.
El impacto causó una depresión de 113 kilómetros de diámetro. El nombre fue aprobado en 1973 por la Unión Astronómica Internacional, en honor al  químico francés Louis Pasteur (1822-1895).

## Imágenes
|  |  |  |